# Pommiers, Indre
Pommiers là một xã ở tỉnh Indre khu vực trung bộ Pháp. Xã này có diện tích 12,19 km², dân số thời điểm năm 1999 là 268 người. Khu vực này có độ cao trung bình 250 mét trên mực nước biển.